# Sterrijden
Sterrijden is een mogelijkheid voor 'gewone' motorrijders om op het circuit te rijden.
Bekend uit het verleden zijn de sterrendagen op Zandvoort, maar tegenwoordig worden ze ook op het circuit van Assen georganiseerd. Na een aantal ronden achter een marshal om het circuit te leren kennen, wordt ieders tijd geklokt. Deze wordt vermeld op een certificaat en men ontvangt zijn ster.